# خلية سلف للنواء وخلايا الدم الحمراء

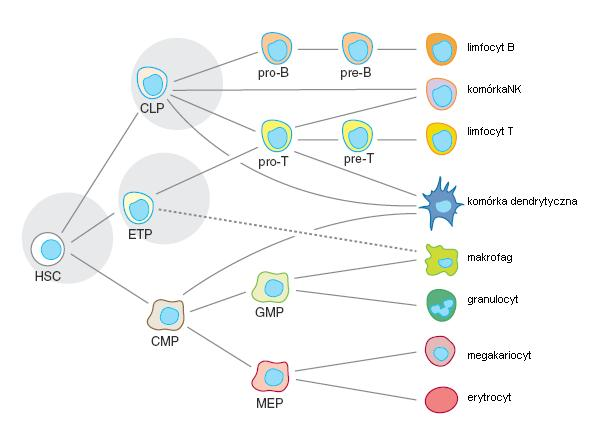
سلالة. تعليقات مكتوبة بالبولندية، غير أن "MEP" تظهر في منتصف أسفل الصورة.

الخلية السلف للنواء وخلايا الدم الحمراء (أو MEP أو hMEP لتحديد الإنسان) هي خلية تُنتِج كلاً من خلايا النواء وخلايا الدم الحمراء.
وهي مشتقة من السلف الشائع النخاعي.